# Râul Ulmul, Vedița
Râul Ulmul este un curs de apă, afluent al râului Vedița. 